# Flamand Közösség
A Flamand Közösség kifejezésnek két eltérő, de egymással összefüggő jelentése lehet:
- kulturális és társadalmi értelemben a flamand népre, társadalmi szervezeteire, a flamand intézmények, a kulturális és közösségi élet összességére vonatkozik. A "flamand nép" vagy a "flamand nemzet" szinonimájaként is használják, ekkor a "közösség" kisbetűvel írandó.
- politikai értelemben, amikor a kifejezés mindkét eleme nagybetűvel kezdődik, a Belgiumot alkotó három közösség egyikére utal. A Közösség a belga alkotmányban meghatározott feladatokkal rendelkező  intézmény, amelyet  a holland nyelvet használó Flamand Régió és a hivatalosan kétnyelvű Brüsszel Fővárosi Régió alkot. A Belgiumi Francia Közösséggel ellentétben a Flamand Közösség egyesítette politikai képviseletét és hatásköreit a Flamand Régióval. Mind a flamand parlament, mind a régió kormányának székhelye Brüsszelben található.

## Hatásköre
Az 1980-as alkotmányreformot követően alakult ki a Flamand Közösség mint alkotmányos intézmény. Hatáskörébe tartoznak a következő feladatok:
- alsó- és középoktatás (kivéve az oktatási költségvetést, amelynek 95%-át a régió és a szövetségi állam finanszírozza);
- kulturális és nyelvi kérdések (kivéve ezek gazdasági aspektusait, amely szintén régiós és szövetségi hatáskörbe tartozik);
- az egészségügy bizonyos területei;
- a fenti három területre vonatkozó nemzetközi kapcsolatok és együttműködés

Mivel a Flamand Közösség megalakulása után egyesült a Flamand Régióval és annak minden kompetenciáját  megörökölte, Belgiumban egyedülálló módon a Közösség hatásköre további feladatokkal bővült:
- mezőgazdaság (az Európai Unió által nem szabályozott területeken)
- közpénzekből finanszírozott beruházások, mint például útépítés, és vidékfejlesztés
- energiapolitika (kivéve a nukleáris energia előállítását és szabályozását, amely szövetségi hatáskörbe tartozik)

## Politikai képviselet

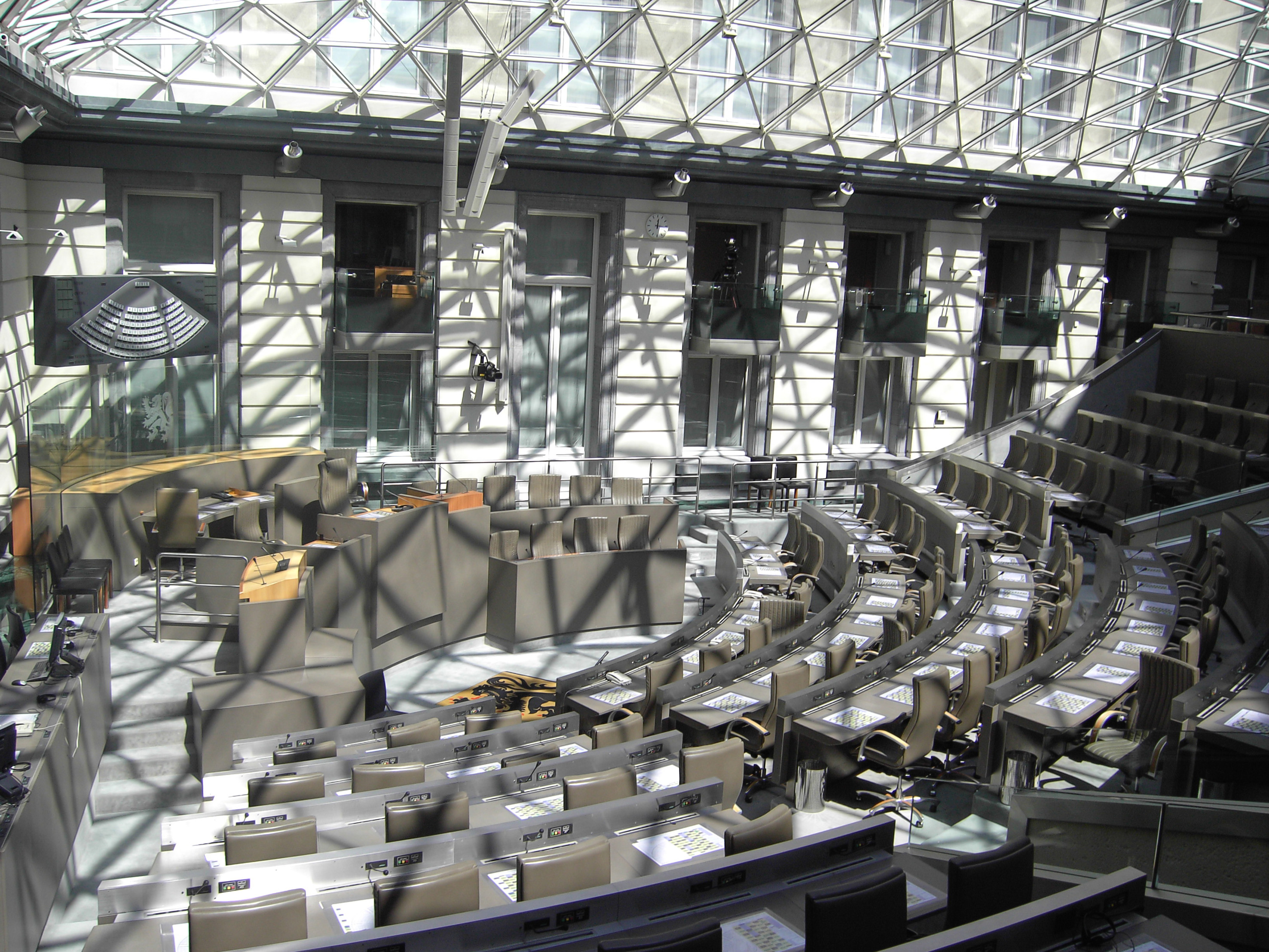
A Flamand Parlament ülésterme

A Flamand Közösséget a Brüsszelben székelő Flamand Parlament (Vlaams Parlament) képviseli. A régió és a közösség képviselőit egyszerre választják meg, azonban a Brüsszeli Régióban megválasztott képviselők nem szavazhatnak a Flamand Régióra vonatkozó kérdésekben. Ennek oka, hogy a Brüsszeli Régió önálló parlamenttel rendelkezik, amely regionális kérdésekben jogosult dönteni.
Hivatalos, jogi értelemben a Flamand Közösség parlamentje nem a flamand régió és Brüsszel lakosságát képviseli (az alkotmány szerint ezt a feladatot a Flamand és a Brüsszeli Régió látja el), hanem a különféle flamand intézményeket: iskolákat, színházakat, könyvtárakat, múzeumokat és más, a kultúra, oktatás és nyelvhasználat területén aktív intézményeket.

## Nyelvhasználat
A Közösség hivatalos nyelve a holland, illetve helyi változata, a flamand. A Közösség területén élnek francia, török, arab, berber, olasz, spanyol, angol és német anyanyelvű kisebbségek is.
Hollandiával ellentétben a flamand nyelvnek számos, általában egy régióhoz vagy városhoz köthető nyelvjárása létezik, de ezek mindegyike besorolható a hollanddal közös 3 nagyobb csoportba.
A II. világháborút követően a televízió és rádió, a népesség minden rétegére kiterjesztett oktatás, illetve a lakosság egyre növekvő mobilitása révén a dialektusok közötti különbségek lassan eltűnnek, illetve összemosódnak. A helyi dialektusok eltűnését új nyelvjárások felbukkanása kíséri, amire jellemző a szabványos holland és egyes flamand nyelvjárások keveredése, amit időnként tussentaal-nak ("átmeneti nyelv"), vagy lekicsinylő módon verkavelingsvlaams-nak ("kertvárosi flamand") hívnak. A Közösség egyik feladata a kulturális területen belül a helyi nyelvjárások megőrzése, illetve használatuk felelevenítése és támogatása.
A Brüsszelben beszélt flamand dialektus sajátossága, hogy erőteljesen befolyásolta a francia nyelv, mind szókincsét, mind a kiejtést tekintve. A brüsszeli dialektus napjainkra szinte teljesen eltűnt, a nagyszámú francia, illetve más dialektust beszélő flamand lakos beáramlása és a korábban itt lakó flamandok kitelepülése miatt.
A Közösség hatáskörébe tartozik még a nyelvi létesítményekkel rendelkező önkormányzatok (hollandul: faciliteitengemeenten, French: communes à facilités, German: Fazilitäten-Gemeinde) felügyelete. Ezek az önkormányzatok elsősorban a flamand-vallón nyelvi határ mentén fekszenek, ahol a kisebbségi nyelvet beszélőknek joguk van hivatalos ügyekben saját nyelvüket használni. Hasonló létesítményeket hoztak létre a Vallóniában élő flamand és német, illetve a német nyelvi közösség területén élő franciaajkú lakosok számára is.
A nyelvi kérdés szabályozása értelmében a Flamand Közösség finanszírozza a nyelvi létesítményekkel rendelkező önkormányzatok területén az alapszintű francia nyelvű oktatást, illetve támogatja a francia nyelv használatát a közigazgatásban.

## Kulturális intézmények

### Flamand közösségi szervek Brüsszelben
A Flamand Közösség és a Flamand Régió között fennálló munkamegosztás értelmében a Régió, illetve annak tartományai vették át a kulturális intézmények (iskolák, múzeumok, könyvtárak) fenntartását és üzemeltetését.
Ebből a szempontból különleges helyzet áll fenn Brüsszelben, amely a Közösség része, de önálló régióként a Flamand Régióval azonos jogosultságokat élvez, viszont nincs tartományokra felosztva.
A közösségi hatáskörbe tartozó feladatok (kultúra, oktatás és az egészségügy egyes részei) végrehajtására hozták létre a Flamand Közösség Bizottságát (hollandul: Vlaamse Gemeenschapscommissie vagy VGC), amely a Brüsszeli Régión belül mint tartományi szintű döntéshozó és végrehajtó testület működik. A VGC felelős a közösségi feladatok végrehajtásáért Brüsszelben, kapcsolatot tart a kerületi önkormányzatokkal, illetve más, helyi közszolgálati feladatokat végrehajtó szervezetekkel (amelyeket közösségi központnak, vagy hollandul gemeenschapscentra-nak hívnak).

### Média
A Közösség hivatalos műsorszolgáltató szerve a Flamand Rádió és Televízió (Vlaamse Radio en Televisieomroep vagy VRT). 1989 óta számos, flamand nyelven sugárzó regionális kereskedelmi rádió és televízió alakult meg. Ezen felül számos, nevében regionális, de inkább csak Flandria egyes területein elérhető rádió és tévétársaság működik.
A közösség területén megjelenő nyomtatott sajtót a komoly napilapok, mint például De Tijd, De Morgen és a De Standaard, illetve bulvárlapok, mint a Het Laatste Nieuws vagy a Het Nieuwsblad képviseli